# Martin Rønne
Martin Richard Rønne (ur. 14 września 1861 w Vang, zm. 15 maja 1932 w Horten) – norweski marynarz, krawiec żagli, wojskowy i polarnik. Uczestnik czterech ekspedycji polarnych Roalda Amundsena (1871–1928) – wyprawy na biegun południowy 1910–12, ekspedycji statku „Maud” Północną Drogą Morską (1918–1920) oraz do Svalbardu w 1925 i ponownie w 1926 roku, uczestnik ekspedycji Richarda Byrda (1888–1957) na Antarktydę.
Ojciec polarnika Finna Ronne'a (1899–1980), który po emigracji do Stanów Zjednoczonych prowadził wyprawy naukowe na Antarktydę.

## Życiorys
Rønne urodził się 14 września 1861 w Vang. Od 14 roku życia pracował na statkach. Wstąpił do marynarki norweskiej i został przeniesiony do rezerwy. Ożenił się z Maren Gurine Gulliksen, a w 1899 roku urodził się ich syn Finn. Oprócz Finna para miała jeszcze sześcioro dzieci.
Rønne pracował jako krawiec żagli w stoczni marynarki Karljohansvern w Horten. Spotkał tam Roalda Amundsena (1871–1928), który zlecił mu uszycie żagli i latawca dla swoich eksperymentów z żaglami zdolnymi do uniesienia człowieka. Na zlecenie Amundsena Rønne testował uszyte przez siebie żagle. W 1909 roku Amundsen zaangażował Rønnego jako krawca swojej ekspedycji polarnej – Rønne odpowiadał za żagle, psie uprzęże, spodnie ochronne nieprzepuszczające wiatru, kurtki i rękawice, pokrowce na sanie i namioty. Uszył m.in. lekki, jedwabny namiot trzyosobowy, który Amundsen zostawił na biegunie i który został znaleziony miesiąc później przez Roberta F. Scotta (1868–1912). W podróż Rønne na Antarktydę zabrał swoją maszynę do szycia i pracował na pokładzie statku Fram. Rønne nie brał udziału w marszu na biegun, pozostając na statku.
Po powrocie z wyprawy Rønne poświęcił się szyciu żagli. Uczestniczył w kolejnej wyprawie Amundsena –  ekspedycji na statku „Maud” Północną Drogą Morską (1918–1920), jednak po spędzeniu dwóch zim na statku, udał się w 1920 roku do domu. W 1925 roku Rønne wsparł Amundsena w wyprawie do Ny-Ålesund na Spitsbergenie, biorąc udział na miejscu w przygotowaniach przelotu Amundsena nad biegunem północnym łodzią latającą. W 1926 roku Rønne ponownie pomógł Amundsenowi, przygotowując pionierski przelot nad biegunem północnym na włoskim sterowcu, oznaczonym symbolem N-1, a przez Amundsena nazwanym "Norge".
W Ny-Ålesund spotkał Richarda Byrda (1888–1957) i był uczestnikiem jego pierwszej wyprawy na biegun południowy w latach 1928–1930. Rønne zmarł 15 maja 1932 roku w Horten podczas przygotowań do drugiej wyprawy Byrda, w której uczestniczył jego syn – Finn Rønne.

## Upamiętnienie
Imieniem Rønnego nazwana jest jedna z ulic w Horten. Na cześć rodziny Rønne (Ronne) nazwano cieśninę Ronne Entrance. 